# Джанелидзе, Дато Тенгизович
Дато Тенгизович Джанелидзе (Дато — уменьшительное от имени Давид) (4 апреля 1958) — советский, грузинский кинорежиссёр и сценарист.

## Биография
В 1981 году окончил кинофакультет Грузинского института театрального искусства имени Шота Руставели.

## Фильмография

### Режиссёрские работы
- 1982 — Тягомотина
- 1985 — Светлячки
- 1989 — Жильцы
- 1990 — Замок
- 2004 — Вкус пыли

### Сценарии
- 1989 — Жильцы
- 1990 — Замок

## Награды
Морской Кинофестиваль 1991 год(Абаша,Грузия)
- 1.Лучший режиссёр
- 2.Лучший фильм -— Замок